# Самсунспор
Самсунспор (на турски: Samsunspor) е турски футболен клуб от град Самсун. Основан е през 1965 г.
Основните цветове на състезателния екип са бяло и червено. През сезон 2007 / 2008 се състезава във Втора турска лига.
Самсунспор има успехи в края на 80-те години на 20 век, когато се нарежда сред най-добрите турски отбори. През 1988 играе на финала за купата на Турция, но губи от Сакарияспор. Трагичен инцидент с автобус на 20 януари 1989 г. слага край на най-успешния период за клуба. Трима основни играчи и треньора Нури Асан загиват, няколко други играчи са ранени.
След 2004 г. клубът е в сериозна и задълбочаваща се финансова криза.

## Български футболисти
- Георги Иванов – Гонзо: 2004/05 - (29 мача - 4 гола)
- Йордан Петков: 2006 (наем) - (13 мача - 0 гола)
- Николай Димитров: 2013 - (17 мача - 5 гола)
- Галин Иванов: 2015/16 - (17 мача - 2 гола)